# 堀切橋
堀切橋（ほりきりはし、ほりきりばし）は、東京都足立区柳原と葛飾区堀切の間の荒川（荒川放水路）と葛飾区の綾瀬川に架かる東京都道314号言問大谷田線の橋である。

## 概要
荒川の河口から10.5 kmの地点に架かる橋で、全長514.5メートル（荒川渡河区間454.5メートル）、総幅員17.7メートル、有効幅員17.0メートル（車道13.0メートル、歩道2.0メートル×2）、最大支間長64メートルの9径間ゲルバー格子鋼鈑桁橋の1等橋（TL-20）である。橋面は2パーセントの横断勾配が付けられている。橋の西岸は足立区柳原一丁目、東岸は葛飾区堀切四丁目となっている。荒川と綾瀬川を隔てる長さ（盛土の幅）13.0メートルの背割堤で堀切橋のすぐ下流側の綾瀬川に架かる堀切小橋からの一方通行路が合流する。また、27メートル上流側には京成本線の荒川橋梁がやや低い位置で平行して架かっている。橋の管理者は東京都である。また、災害時に防災拠点等に緊急輸送を行なうための、東京都の一般緊急輸送道路に指定されている。

### 諸元
- 種別 : 道路橋
- 構造形式
  - 上部工 : 鋼ゲルバー格子桁
  - 下部工 : 鋼管杭基礎（直径500 mm、長さ30-40 m）[7]
- 橋長 : 514.5 m（荒川 : 454.5 m、綾瀬川 : 60 m）
- 幅員 : 17.0 m（車道13 m、歩道2 m × 2）[
- 最大支間長 : 64.0 m
- 支間割 : 41.9 m + 43.0 m + 46.0 m + （64.0 m + 64.0 m + 64.0 m） + 46.0 m + 43.0 m + 41.9 m
- 着工 : 1960年（昭和35年）[8]
- 完工 : 1965年（昭和40年）[9]

## 歴史

### 1924年の橋
かつては付近に堀切の渡船場があった。橋は1924年（大正13年）10月通水を開始した荒川放水路の掘削に先駆けて1924年（大正13年）3月31日に開通した初代の橋は橋長439メートル、幅員5.5メートルのRC（鉄筋コンクリート）製の橋脚を持つ木橋の桁橋として開通した。この堀切橋は一度は完成したが、その直後に1923年（大正12年）9月1日の関東大震災で被災したため架け直されたものである。
この橋は現在より250メートルほど南にあり、東武伊勢崎線の堀切駅と旧綾瀬川の隅田水門の中間に右岸側の橋詰があり、旧東京都道468号堀切橋金町浄水場線（堀切小橋通）の延長線上に位置していた。また、綾瀬川上には1921年（大正10年）12月22日開通した長さ54.6メートルの堀切小橋が堀切橋と同様の形式で架けられていた。

### 1942年の橋
橋は第二次世界大戦中の1942年（昭和17年）2月に二代目の橋が木橋として架け替えられた。橋長493.6メートル、幅員5.4メートル。この橋は架け替えられた翌年の1943年（昭和18年）に焼失して工兵隊が簡易な橋に架け替えられた後、1950年（昭和25年）12月に幅員7.6メートルに橋の拡幅が行なわれ、幅1.1メートルの歩道が両側に設けられた。橋脚は木製で路面は乳剤舗装が施されていた。1958年（昭和33年）橋は一部流失したが当年中に復旧した。1959年（昭和34年）9月9日の交通状況の調査によると、橋長の関係で自転車の利用が最も多く、その台数は7354台を数え、他は徒歩が1300人、荷車牛馬車が45台、原付・自動二輪車が4035台、乗用車が1316台、乗合バス191台、貨物自動車が5005台、特殊自動車が97台であった。その後重量制限が実施され、バスなどの大型車は他の橋へ迂回する措置が取られた。

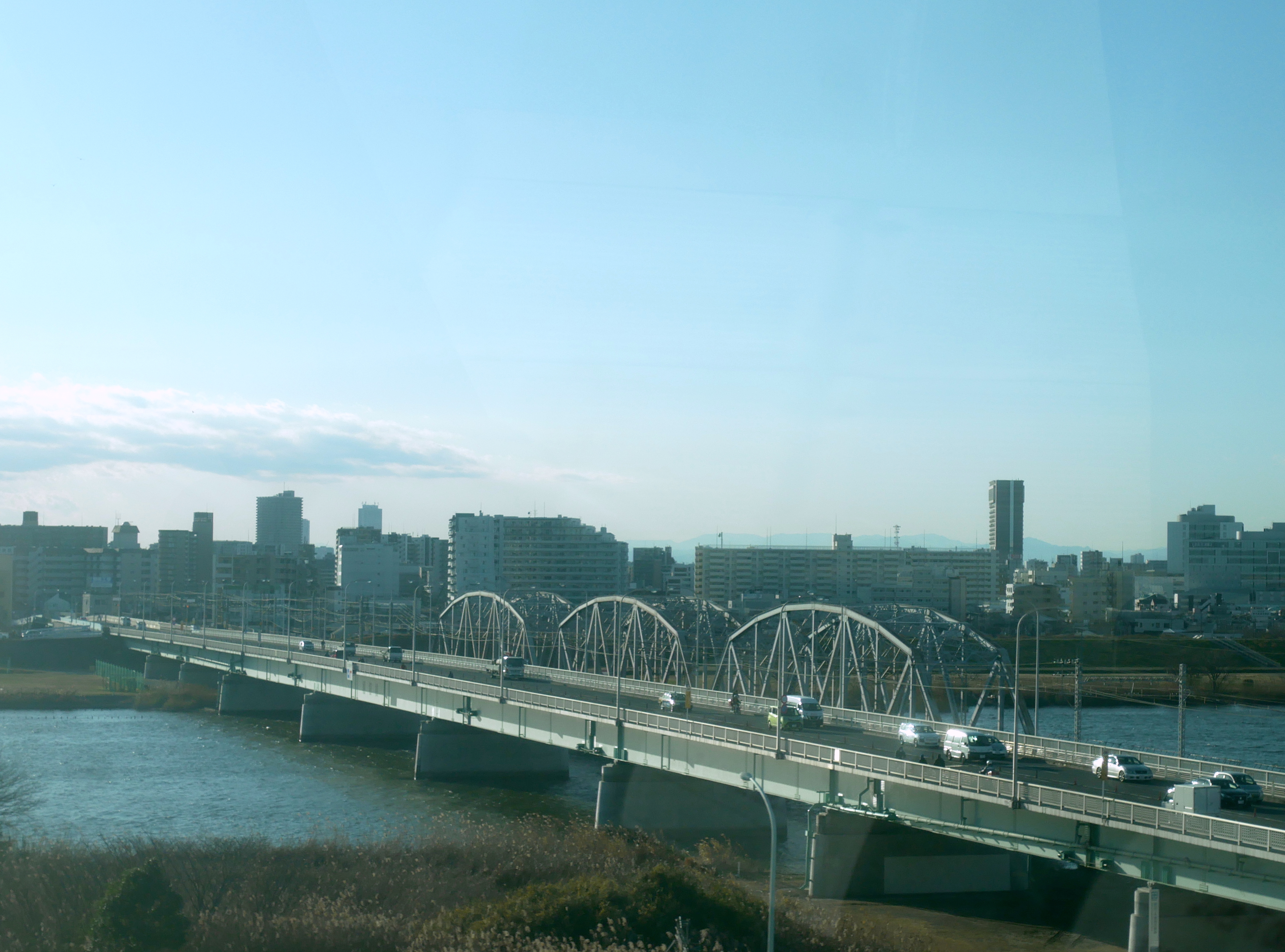
堀切橋、2019年

### 1965年の橋
永久橋の設計は1940年（昭和15年）頃から既に着手され、橋種は90メートル上流側に荒川橋梁が架けられていることもあって、取り付け道路が長くなるが、通行者の視界を狭めることのない上路式が採用されている。また、架橋地点は軟弱地盤で周辺で地盤沈下が観測されていたため上部工は沈下に強いとされるゲルバー式鋼鈑桁橋を採用し、下部工も1940年当初の設計段階では同様の理由で工費を要するが井筒基礎を採用し、低水路の径間割は上流にある荒川橋梁に一致させていて7径間で64メートルの等間隔であったが、実際に採用されたのは鋼管杭基礎で
径間割も変更されている。また、架橋位置も荒川橋梁のすぐ下流側に変更されている。
三代目である「新堀切橋」と称した現在の永久橋は1960年（昭和35年）に着工されて1965年（昭和40年）に完工され、同年6月開通した。橋長は514.5メートル、幅員17メートルで綾瀬川部分の長さは60メートルである。
上部工の施工は主径間を三菱重工業（現、エム・エムブリッジ）、側径間を宮地鉄工所（現、宮地エンジニアリング）が担当し、ケーブルクレーンによるステージング（ベント）工法により架設が行なわれた。
なお、開通当時取り付け道路は周囲は民家が密集する地域で、用地の買収絡みからまだ未完成だった。また、荒川部分のみの仮開通で、綾瀬川部分はまだ未完成だったため、その間は堀切小橋がその役目を担った。左岸側の道路用地に掛かる鉄工場の移転が遅れたため、取り付け道路が完成したのは1967年（昭和42年）8月のことだった。現在はこの新堀切橋を堀切橋と呼ぶ。旧橋は撤去され、旧橋とほぼ同じ場所に首都高速6号向島線の新荒川橋が架けられている
。なお、堀切小橋は1976年（昭和51年）3月に旧堀切小橋のやや上流側の位置に架け替えられている。

## 周辺
橋のある場所は東京都および国土交通省が水質測定計画に基づく水質測定を行う地点のひとつに加えられている。
- 堀切菖蒲園
- 堀切水辺公園[23]
- 堀切菖蒲園船着場
- 荒川日ノ出町緑地 - 河川敷に位置する
- 柳原千草園
- 堀切駅
- 牛田駅
- 京成関屋駅
- 堀切菖蒲園駅
- 堀切ジャンクション
- 東京未来大学 - 旧足立区立第二中学校
- 葛飾区立堀切小学校

## 隣の橋
- 荒川

（上流） - 東武伊勢崎線荒川橋梁 - 京成本線荒川橋梁 - 堀切橋 - 新荒川橋 - 四ツ木橋 - （下流）
- 綾瀬川

（上流） - 中の橋 - 京成本線綾瀬川橋梁 - 堀切橋 - 堀切小橋 - 首都高速6号向島線 - （下流）